# ناثان لين
ناثان لين (بالإنجليزية: Nathan Lane)‏ (3 فبراير 1956 -)، هو ممثل ومنتج أفلام أمريكي، وُلد في مدينة جيرسي بولاية نيو جيرسي، انضم إلى مدرسة سانت بيتر العليا في مدينة جيرسي عام 1974، اختير من قبل المدرسة كأفضل صوت تمثيلي، والده كان ضابط شرطة بولاية نيو جيرسي. أشتهر بصوته التمثيلي لعدة أفلام متحركة.

## روابط خارجية
- ناثان لين على موقع IMDb (الإنجليزية)
- ناثان لين على موقع الموسوعة البريطانية (الإنجليزية)
- ناثان لين على موقع روتن توميتوز (الإنجليزية)
- ناثان لين على موقع ألو سيني (الفرنسية)
- ناثان لين على موقع ميوزك برينز (الإنجليزية)
- ناثان لين على موقع تيرنر كلاسيك موفيز (الإنجليزية)
- ناثان لين على موقع أول موفي (الإنجليزية)
- ناثان لين على موقع قاعدة بيانات برودواي على الإنترنت (الإنجليزية)
- ناثان لين على موقع قاعدة بيانات برودواي على الإنترنت (الإنجليزية)
- ناثان لين على موقع قاعدة بيانات الأفلام السويدية (السويدية)